# Stadion Mladost
Mladost je višenamjenski stadion u Kruševcu, u Srbiji. Najčešće se koristi za nogometne utakmice, pa na njemu svoje domaće utakmice igra FK Napredak, nogometni klub iz Kruševca. Kapaciteta je 10.811 gledatelja i sva su mjesta sjedeća. Stadion je izgrađen 1976. u rekordnom vremenu od 60 dana.